# Revolta obrera d'Alcoi
La revolta obrera d'Alcoi es va produir el 2 de març del 1821 i va ser el primer episodi significatiu de luddisme social (destrucció de maquinària per part dels obrers que, pel seu ús, creien amenaçat el seu treball) d'Espanya.
S'ha d'entendre el terme màquina en la seva expressió més àmplia, que tenia en aquells temps, que inclou la de fàbrica.
Alcoi era ja en aquella època una ciutat molt industrialitzada, el cens de 1799 hi recull l'existència de fàbriques de draps, de baietons, de barrets de vellut, de faixes, espardenyes i també hi havia diversos molins paperers. Fins a l'aparició de maquinària, la majoria dels processos d'aquestes indústries es feien com a treball en el mateix domicili dels obrers d'Alcoi i dels seus voltants i segons Cabanilles, el treball per les fàbriques alcoianes suposava 12.000 rals setmanals per a Cocentaina i 6.000 per a Benilloba,també era important en Muro del Comtat.
La fabricació estava dirigida per la Real Fábrica de Paños de Alcoy la qual va iniciar la mecanització a partir de la compra a Bilbao l'any 1818 d'una sèrie de màquines per a cardar la llana i filar. En els 5 anys successius es van instal·lar a aquesta zona més de 30 màquines i 14 d'elles per a draps es van accionar per l'energia hidràulica dels Serpis, Barxell i Molinar.
Amb cada màquina s'estalviaven de 100 a 200 obrers manuals, segons deia el diputat Romero Alpuente.
Després d'una gran secada, que va empobrir els obrers en els dos anys anteriors, el 2 de març de 1821 una gernació de més de 12.000 persones armades va destruir totalment 17 màquines situades als afores d'Alcoi i van causar danys valorats en 2 milions de rals.
L'alcalde d'Alcoi, malgrat haver arribat a un compromís amb els revolucionaris, va requerir l'actuació de l'exèrcit per a reprimir la revolta i el 6 de març de 1821 Alcoi va ser ocupat per l'exèrcit amb el regiment de cavalleria d'Espanya i un batalló d'infanteria del "Rei”, que eren en total entre 500 i 1.000 soldats utilitzat per a controlar uns 30.000 civils (tota la població d'Alcoi, Cocentaina, Benilloba i Muro).
L'11 d'agost de 1821 el regidor Antonio Pérez Villaplana es va dirigir a l'Ajuntament d'Alcoi perquè li facilitessin presons per a la custòdia dels presos que van actuar en aquesta revolució donat que estaven amuntegats i morien per aquesta raó.
L'ocupació militar i, posteriorment, paramilitar (dels Voluntaris Realistes) d'Alcoi es va mantenir durant els anys següents tot i que hi va haver nous intents, especialment el juliol de 1823, de noves destruccions però que van fracassar.